# Вопнафьярдархреппюр
Вопнафьярдархреппюр (исл. Vopnafjarðarhreppur, исландское произношение: [ˈvɔhpnaˌfjarðarˌr̥ɛhpʏr̥]) — община на востоке Исландии в регионе Эйстюрланд. В 2021 году в общине на 1903 км² проживало 653 человек.

## История
Когда  4 мая 1872 года король Кристиан IX принял закон о административно-территориальном делении Исландии, то была образована община Вопнафьярдархреппюр с центром в торговом поселении Вопнафьордюр. Земли общины уходили в глубь трех больших долины прилегающих к Вопна-фьорду, а её границы были установлены от мыса Дигранесса на севере до горы Кодльмули на юге. С тех пор община существует практически без изменений (земли возле мыса Дигранес ныне принадлежат соседней общине Лаунганесбиггд.

## География
Вопнафьярдархреппюр расположен на севере Эйстфирдир — природно-географического региона на восточном побережье Исландии (регион Эйстюрланд). Земли общины граничат на севере с Лаунганесбиггд, на северо-западе западе с землями Нордюртинг, а на юге с Мулатинг. На северо-западе общины на вершине горы Эйнбуи, где сходятся границы четырех общин, Вопнафьярдархреппюр имеет несколько метров общей границы с Свальбардсхреппюр. На востоке община Вопнафьярдархреппюр выходит к побережью Вопна-фьорда.
В Вопнафьярдархреппюр есть несколько заброшенных хуторов, фермерские усадьбы и город Вопнафьордюр, который является единственным населенным пунктом и административным центром общины. В 2021 году население Вопнафьордюра составляло 521 человека.
Община является сельской и основное занятие жителей Вопнафьярдархреппюр — овцеводство, рыболовство и, в последние годы, туристический сервис.

## Инфраструктура
По территории общины проходит 0,9 км дороги государственного значения Хрингвегюр 1 и 65-километровый участок дороги регионального значения Нордёйстюрвегюр 85 соединяющий общину с Хрингвегюр и соседней общиной Свальбардсхреппюр. Есть 5 дорог местного значения 
Страндхабнарвегюр 913, Скоугавегюр 914, Вопнафьярдарфлюгвадларвегюр 916, Хлидарвегюр 917, Вопнафьярдархабнарвегюр 918, Сюннюдальсвегюр 919 и Ховсаурдальсвегюр 920.
Имеется небольшая гавань с портом в Вопнафьордюре, где могут приставать малотоннажные рыболовные суда и лодки, а также обслуживаться частные яхты и пассажирские катера.
Ближайший международный аэропорт находится в соседней общине Мулатинг в Эйильстадир. В Вопнафьярдархреппюр есть аэропорт Вопнафьордюра, принимающий регулярные внутренние рейсы в Акюрейри и Рейкьявик, а также осуществляются вылеты любительской авиации, чартерные, медицинские и экстренные рейсы).

## Население
Источник: Mannfjöldi eftir kyni, aldri og sveitarfélögum 1998-2021 (исл.). hagstofa.is. Reykjavík: Hagstofa Íslands [Статистическая служба Исландии]. Дата обращения: 22 ноября 2021.

## Галерея

Достопримечательности на территории общины
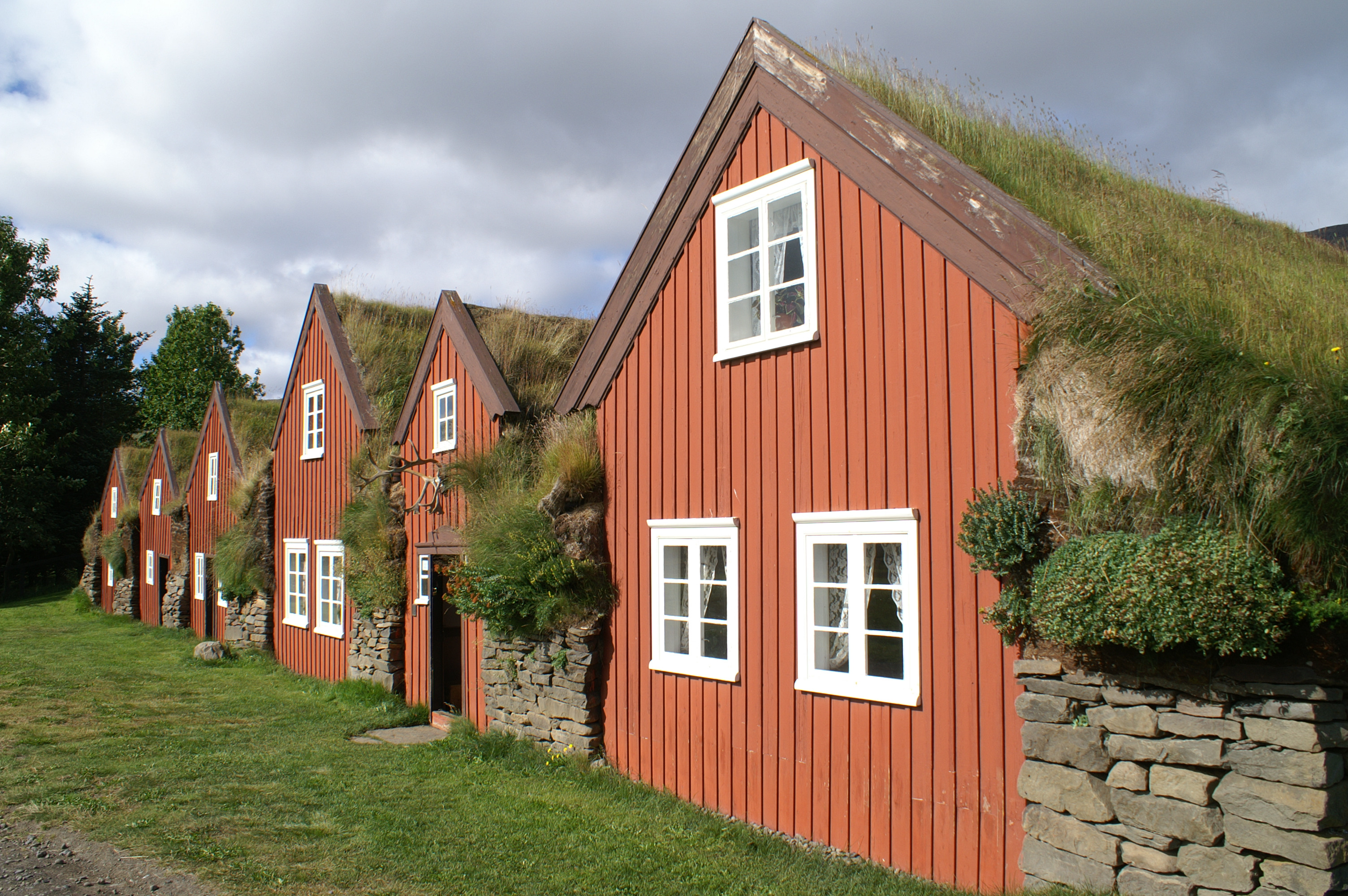
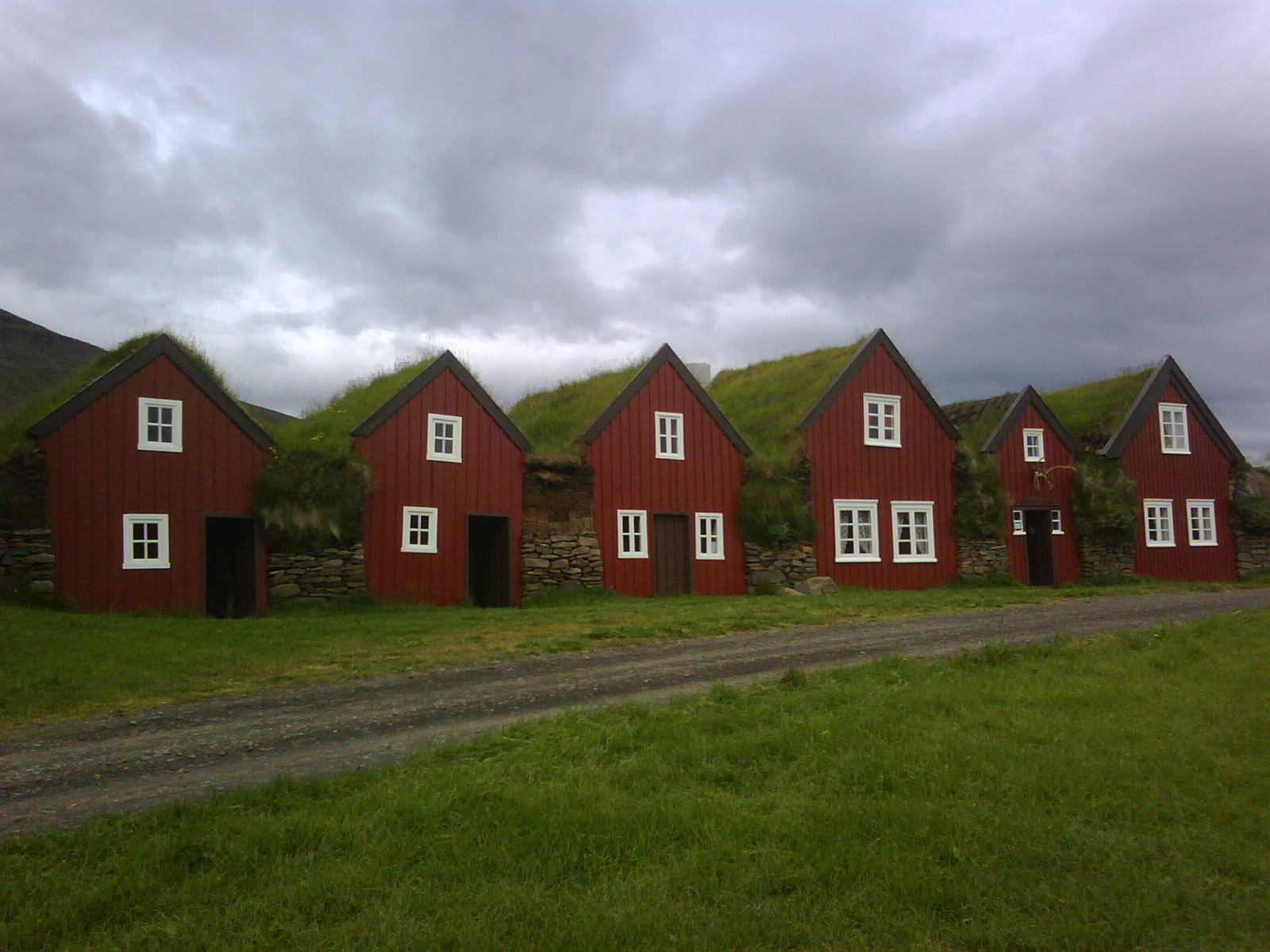
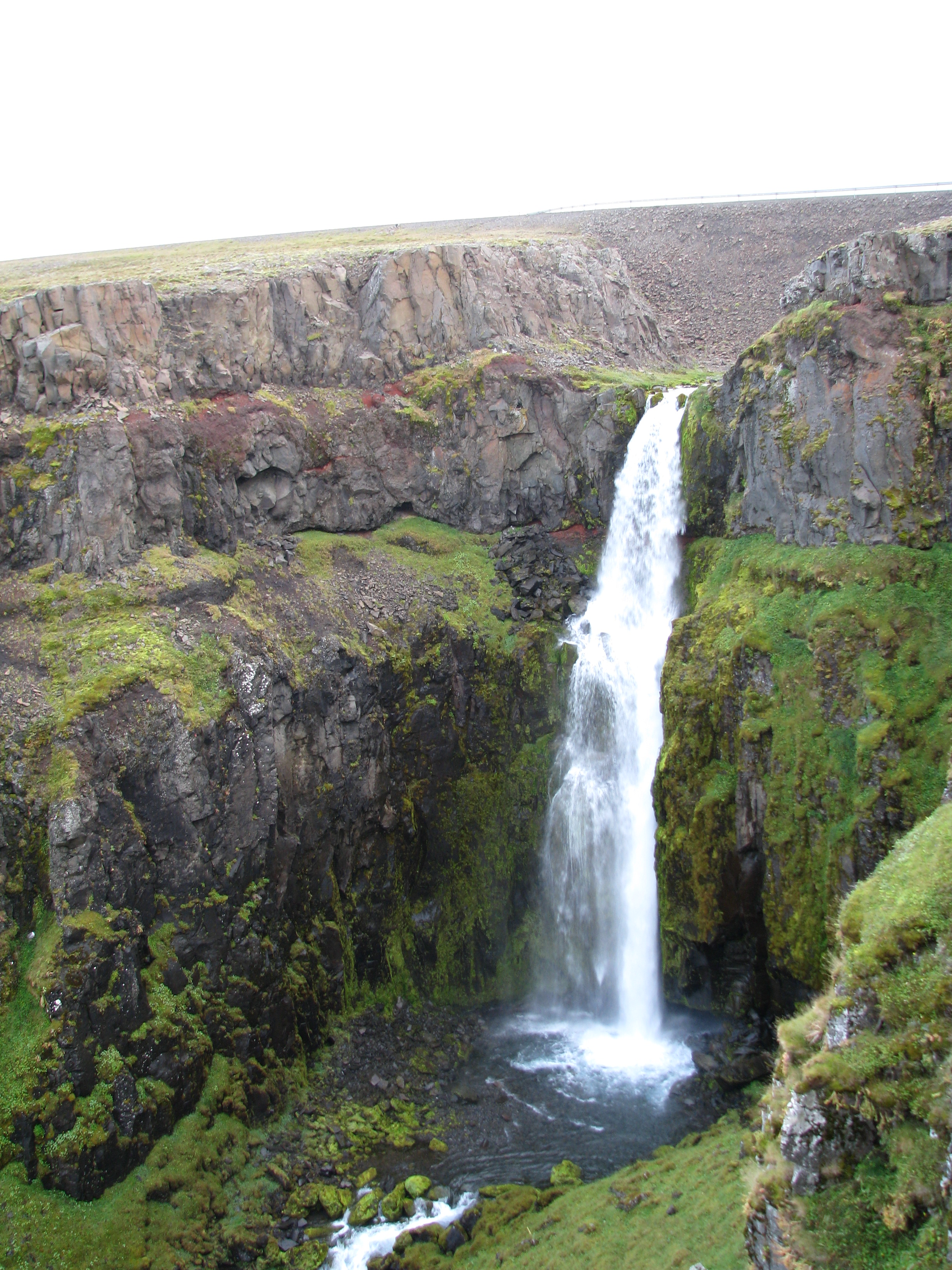
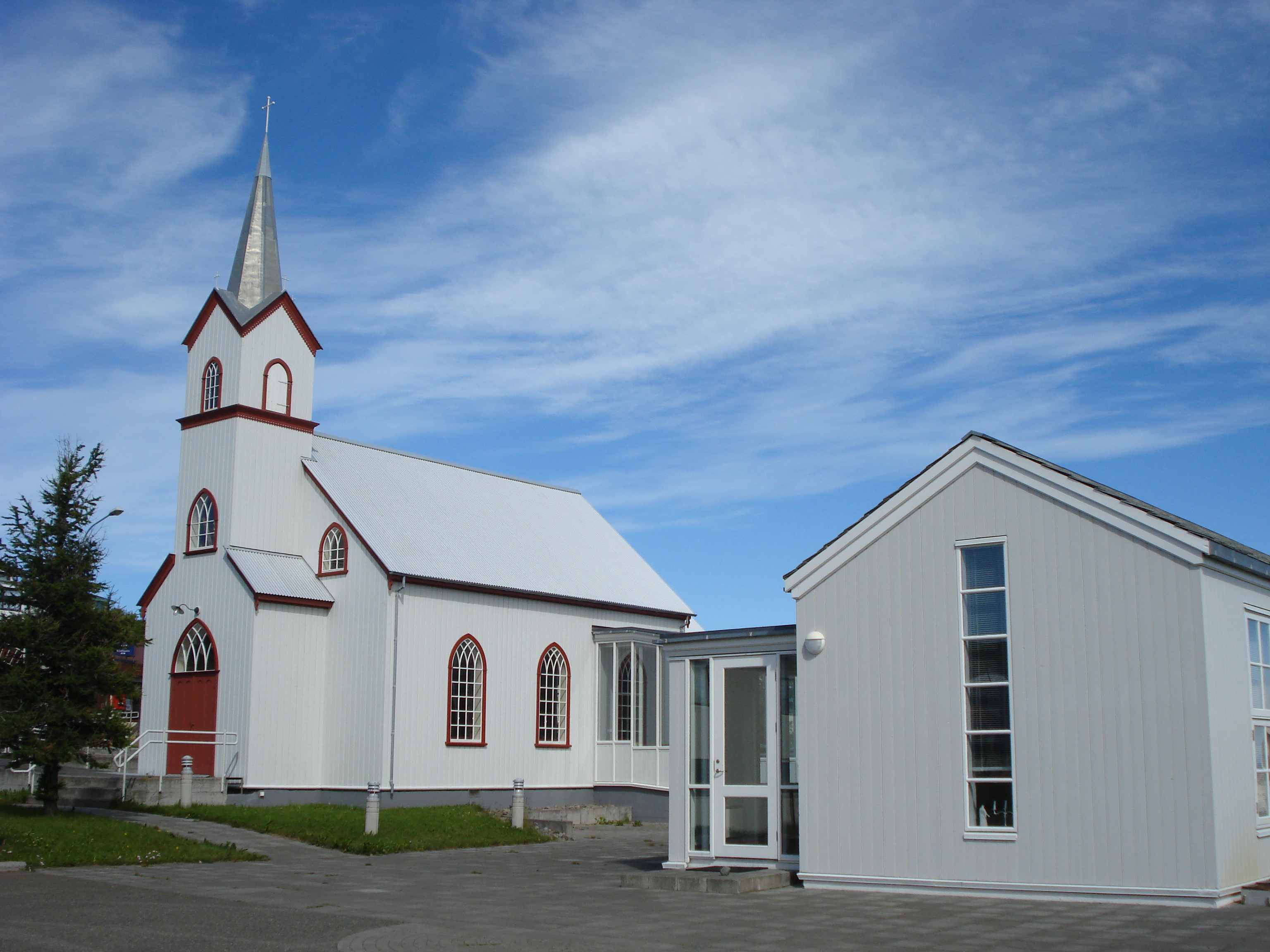
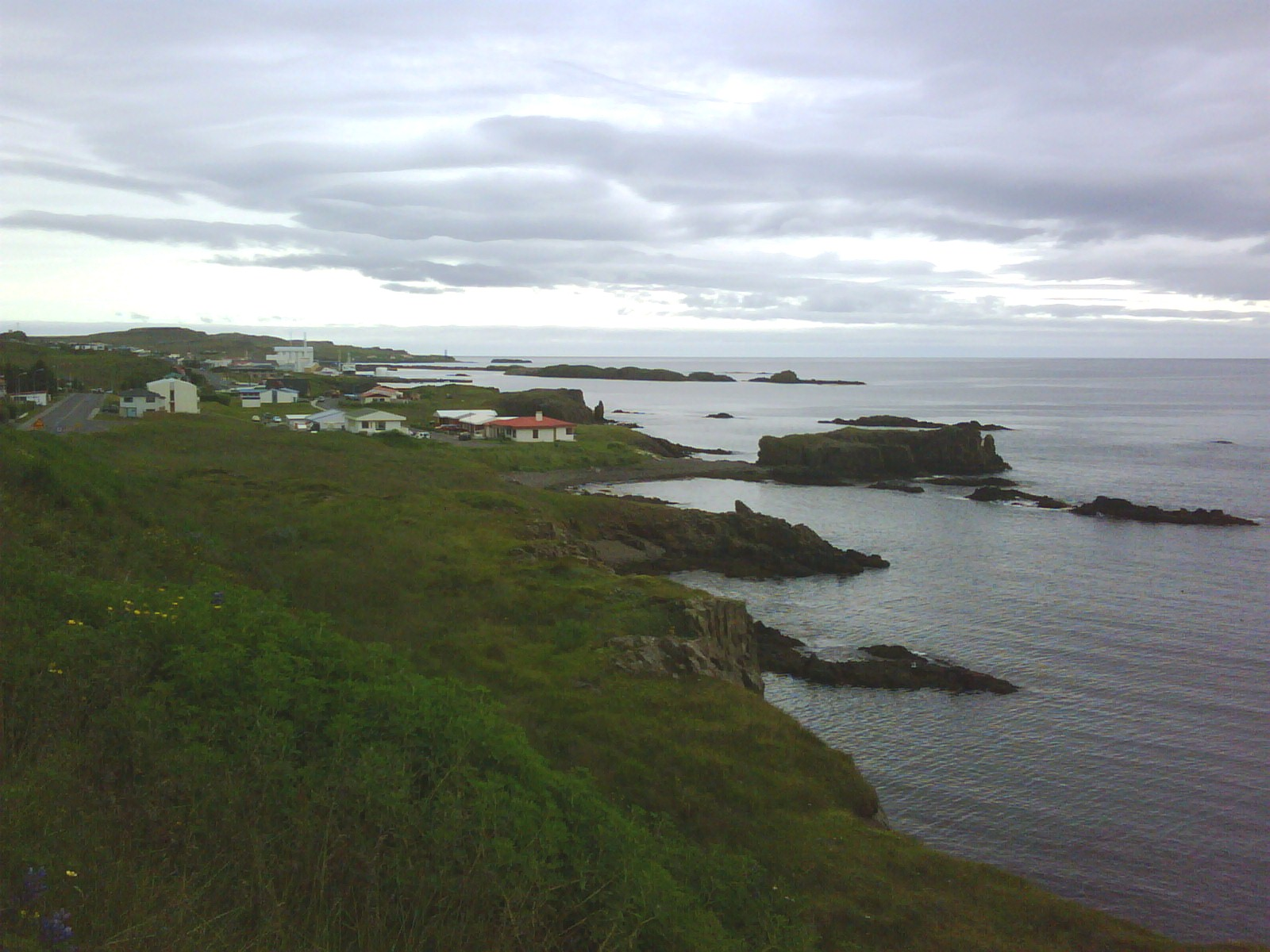